# BMW M41
BMW M41 – wysokoprężny silnik BMW stosowany w modelach E36 o oznaczeniu 318tds

## M41 D17 (E36)
| Liczba cylindrów           | 4                         |
| Średnica cylindrów         | 80 mm                     |
| Skok tłoka                 | 82,8 mm                   |
| Pojemność                  | 1665 cm³                  |
| Stopień sprężania          | 22,0:1                    |
| Moc maksymalna             | 66 kW przy 4400 obr./min  |
| Obroty maksymalne          | 4800 obr./min             |
| Maksymalny moment obrotowy | 190 Nm przy 2000 obr./min |